# Jože Urbanija
Jože Urbanija, slovenski pisatelj, pesnik, dramaturg in publicist, * 15. februar 1886, Spodnja Dobrava pri Moravčah, † 26. maj 1955, Eisenerz na zgornjem Štajerskem.

## Življenje
Jože Urbanija (po domače Guz(i)jev Jože) se je rodil očetu Matevžu in materi Mariji, rojeni Kovačič; imel je še dva brata (eden je padel v prvi svetovno vojni) in sestro. Objavljal je v časopisu slovenskih Orlov Mladost in prirejal drame za lokalni oder. Šolal se je v ljubljanskem Marijanišču, od konca leta 1911 ali v začetku leta 1912 pa pri salezijancih v Torinu. 1915 so ga vpoklicali v avstro-ogrsko vojsko, najprej na vzhodno fronto v Bukovino, potem v Galicijo, na soško fronto, kjer je bil ranjen, in 1917 v Bosno. Na očetovo željo je prevzel domačo kmetijo. Poročil se je leta in z ženo Marijo Birk ustvaril družino s šestimi otroki. 
Po prvi svetovni vojni je pod psevdonimom Limbarski objavljal kratko in srednje dolgo pripovedno prozo v podlistkih slovenskih časnikov. Bil je zelo dober govornik, zaradi vesele narave je bil med domačini priljubljen, postal je predsednik Orlov, bil dejaven v Marijini družbi itd.
Med vojno je bil nemški prevajalec, iz strahu pred partizani je leta 1942 odšel na Koroško v taborišče St. Gertraud pri Wolfsbergu v Labodski dolini in po vojni dobil status političnega begunca. Deset let je preživel v pomanjkanju po taboriščih Murdorf pri Judenburgu, Asten pri Lienzu, Hellbrun pri Salzburgu in Eisenerz na zgornjem Štajerskem. Leta 1953 je zbolel, uredništvo koroškega časopisa Naš tednik je zaprosilo naročnike za pomoč.

## Delo
Pesmi nabožne narave je objavljal v časopisu Bogoljub, pesnil je na temo verskih praznikov, letnih časov in priložnostnih pesmi. Med prvo svetovno vojno je v katoliškem tisku Bogoljubu, Domoljubu, Slovencu, koroškem Miru in Ameriškem Slovencu objavljal pripovedi in pesmi s fronte, npr. Molitev vojaka Napisal je več sto kratkih in srednje dolgih pripovedi, najdaljša je povest Dedinja grajskih zakladov, ki je izhajala v 28 nadaljevanjih v časopisu Domovina leta 1934. Žanrsko gre za kmečke pripovedi iz Moravške doline, psevdozgodovinske pripovedi, šaljive pripovedi, božične in velikonočne povesti, fantovske povesti. Po drugi svetovni vojni je objavljal v Glasilu K. S. K. jednote (kranjske-slovenske-katoliške) in Ameriški domovini, na Koroškem pa v Našem tedniku in Kroniki. Poznana je njegova pesem Moravški večerni ave.